# Pardosa drenskii
Pardosa drenskii là một loài nhện trong họ Lycosidae.
Loài này thuộc chi Pardosa. Pardosa drenskii được Jan Buchar miêu tả năm 1968.